# Eat It (Humble Pie)
Eat It è il sesto album degli Humble Pie, pubblicato dalla A&M nell'ottobre del 1973.

## L'album
Steve Marriott aveva deciso con il gruppo dell'avere cantanti di supporto sin dall'inizio. 
Durante la registrazione di Eat It, era stato in contatto con Venetta Fields e le aveva chiesto di trovare altre due  voci che la aiutassero. La Fields ha scelto Clydie King e Sherlie Matthews (entrambi in precedenza con Raeletts).  Quando Marriott ha chiesto loro di esibirsi in tour con Humble Pie, Sherlie Matthews ha rifiutato a causa di altri impegni, come i suoi due figli e suo marito. 
Marriott ha prodotto l'album ed è stato il primo album registrato nello studio di registrazione casalingo di recente costruzione di Marriott Clear Sounds, in un fienile convertito a Beehive Cottage, Moreton, Essex.

## Tracce
1. Get Down To It – 3:25
2. Good Booze and Bad Women – 3:11
3. Is It for Love – 4:39
4. Drugstore Cowboy – 5:25
5. Black Coffee – 3:09 (Steve Marriott)
6. I Believe to My Soul – 4:03
7. Big George – 5:42
8. That's How Strong My Love Is

## Formazione
- Steve Marriott - voce, chitarra
- Clem Clempson - chitarra
- Greg Ridley - basso
- Jerry Shirley - batteria